# Szilas (keresztnév)
A Szilas régi magyar személynév, a szil (szilfa) szó kicsinyítőképzős származéka.

## Gyakorisága
Az 1990-es években szórványos név, a 2000-es években nem szerepel a 100 leggyakoribb férfinév között.

## Névnapok
- július 13.[2]